# Västra skogen (Stockholms tunnelbana)
Västra skogen ist eine unterirdische Station der Stockholmer U-Bahn. Sie befindet sich im Stadtteil Huvudsta der Gemeinde Solna. Die Station wird von der Blå linjen des Stockholmer U-Bahn-Systems bedient. Sie gehört zu den eher mäßig frequentierten Stationen des U-Bahn-Netzes. An einem normalen Werktag steigen hier 7.800 Pendler zu.
Die Station wurde am 31. August 1975 in Betrieb genommen, als der erste Abschnitt der Blå linjen zwischen T-Centralen – Hjulsta eröffnet wurde. Der Bahnhof wurde in offener Bauweise errichtet, die Bahnsteige befinden sich ca. 40 Meter unter der Erde. Die Station liegt zwischen den Stationen Stadshagen und Huvudsta (T10) bzw. Solna centrum (T11). Bis zum Stockholmer Hauptbahnhof sind es etwa vier Kilometer.
Die Station beherbergt die längste Rolltreppe Schwedens. Sie ist 66 Meter lang und überwindet einen Höhenunterschied von 33 Metern. Die Laufbandgeschwindigkeit beträgt 0,75 Meter pro Sekunde, so dass eine Fahrt ungefähr eineinhalb Minuten dauert.

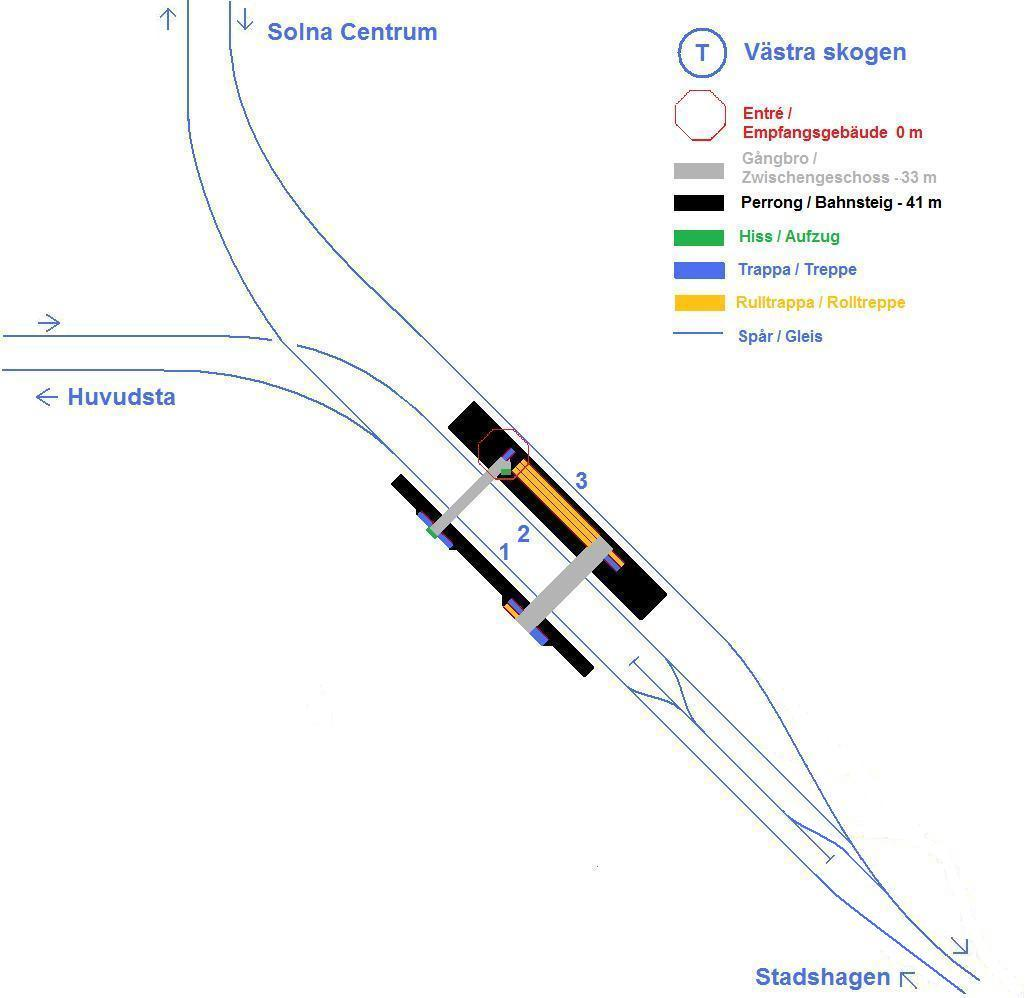
Västra skogen Gleisplan